# Phaestacoenitus rufus
Phaestacoenitus rufus är en stekelart som beskrevs av Dmitriy R. Kasparyan 1983. Phaestacoenitus rufus ingår i släktet Phaestacoenitus och familjen brokparasitsteklar. Inga underarter finns listade i Catalogue of Life.